# トレマーズ・ザ・シリーズ
『トレマーズ・ザ・シリーズ』（原題：Tremors: The Series）は、2003年に放送されたアメリカ合衆国のテレビドラマ。『トレマーズ3』の続編として製作されSci Fi Channelで放送されたが、1シーズンで打ち切りとなった。
本作は『トレマーズ4』と同じ時期に製作され、撮影はフォックス・スタジオとメキシコ・ロザリトビーチで行われた。2010年3月9日にユニバーサル・ピクチャーズ・ホーム・エンターテインメントから3枚セットのDVDが発売された。

## キャスト
レギュラーキャラクター
- バート・ガンマー（英語版） - マイケル・グロス
- タイラー・リード - ヴィクター・ブラウン
- ロザリータ・サンチェス - グラディス・ジェミニス
- ナンシー・スタングッド - マーシャ・ストラスマン
- ジョディ・チャン - レラ・リー（英語版）
- W・D・トウィッチェル - ディーン・ノリス

準レギュラーキャラクター
- ラリー・ノーベル - J・D・ウォルシュ（英語版）
- クレッツ・ポフェンバーガー - クリストファー・ロイド
- メルビン・プラグ - ロバート・ジェーン（英語版）
- キャリー・マシューズ博士 - サラ・ラファティ
- ミンディ・スタングッド - ティンズリー・グライムズ
- ハーロゥ・ワイネマッカ - ブランスコム・リッチモンド
- ロジャー・ギャレット - リチャード・ビッグス（英語版）
- フランク - ニコラス・タートゥーロ
- デロリス - ヴィヴィカ・A・フォックス